# Pararge
Pararge är ett släkte av fjärilar som beskrevs av Jacob Hübner 1819. Pararge ingår i familjen praktfjärilar.

## Bildgalleri

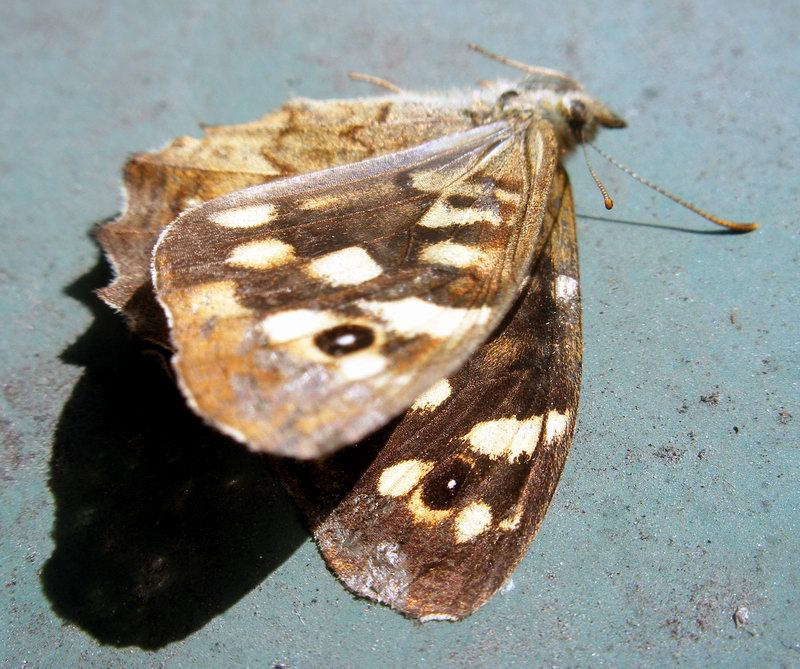

## Dottertaxa tillPararge, i alfabetisk ordning[1][2]
- Pararge abastumana
- Pararge achine
- Pararge achinoides
- Pararge addenda
- Pararge adrasta
- Pararge adrastamaja
- Pararge adrastoides
- Pararge adusta
- Pararge aegeria
- Pararge aegerica
- Pararge aestiva
- Pararge aestivalis
- Pararge aiyuna
- Pararge alba
- Pararge albarufa
- Pararge alberti
- Pararge albescens
- Pararge albiplaga
- Pararge albipuncta
- Pararge alluaudi
- Pararge althaea
- Pararge alticola
- Pararge amata
- Pararge anophthalma
- Pararge anteapennina
- Pararge anteorientalis
- Pararge anteparvorientalis
- Pararge anticoexcessa
- Pararge anticrassipuncta
- Pararge apennina
- Pararge appennina
- Pararge armeniaca
- Pararge arnauta
- Pararge atabyris
- Pararge atavica
- Pararge australis
- Pararge bialoviezensis
- Pararge bicubitocellata
- Pararge bilinea
- Pararge bipupilla
- Pararge borealis
- Pararge bradanfelda
- Pararge burmana
- Pararge caeca
- Pararge caledonia
- Pararge calidia
- Pararge camoena
- Pararge camoenaeformis
- Pararge cashmirensis
- Pararge castaneaparvorientalis
- Pararge castaneopicta
- Pararge catena
- Pararge caucasica
- Pararge chosensis
- Pararge climene
- Pararge cockaynei
- Pararge conjuncta
- Pararge crimaea
- Pararge croesus
- Pararge damontas
- Pararge decorata
- Pararge deianira
- Pararge deidamia
- Pararge dentata
- Pararge depulverata
- Pararge depuncta
- Pararge diluta
- Pararge dilutior
- Pararge drumensis
- Pararge dumetorum
- Pararge egerides
- Pararge egestas
- Pararge egestasiformis
- Pararge elegantia
- Pararge elegantiaeformis
- Pararge elongata
- Pararge emilyssa
- Pararge epaminondas
- Pararge epimenides
- Pararge episcopalis
- Pararge erdonia
- Pararge erebina
- Pararge eudokia
- Pararge eutaeniata
- Pararge evanescens
- Pararge eversmanni
- Pararge eximia
- Pararge extincta
- Pararge extralunata
- Pararge falcidia
- Pararge fania
- Pararge felix
- Pararge fentoni
- Pararge festai
- Pararge filiplumemilyssa
- Pararge finmarchica
- Pararge fortunata
- Pararge fulvappennina
- Pararge fulvescens
- Pararge furialis
- Pararge fuscelegantia
- Pararge gerdae
- Pararge gigas
- Pararge goodsoni
- Pararge gracilis
- Pararge grandescens
- Pararge helena
- Pararge herdonia
- Pararge herdoniaepar
- Pararge herdonialeucocinia
- Pararge herminia
- Pararge hiera
- Pararge hieratica
- Pararge hieroides
- Pararge hormuzaki
- Pararge hyglaea
- Pararge impupillata
- Pararge infrabrunnea
- Pararge infracanens
- Pararge infranigrans
- Pararge infrapallens
- Pararge infratersa
- Pararge inocellata
- Pararge insula
- Pararge insularum
- Pararge intermedia
- Pararge interrupta
- Pararge iranica
- Pararge italica
- Pararge iwatensis
- Pararge jachontovi
- Pararge jezoensis
- Pararge juliana
- Pararge karafutonis
- Pararge karsiana
- Pararge kenteiana
- Pararge kerteszi
- Pararge kindukushica
- Pararge kingana
- Pararge kuatunensis
- Pararge kulzcinskii
- Pararge kurilensis
- Pararge latealba
- Pararge latefasciata
- Pararge latimargo
- Pararge laurion
- Pararge lehmanni
- Pararge leucocinia
- Pararge limbojuncta
- Pararge lineolata
- Pararge linnaei
- Pararge lugens
- Pararge luteafilipluma
- Pararge luteavividior
- Pararge luteavividissima
- Pararge lyssa
- Pararge macroleucocinia
- Pararge maderakal
- Pararge maera
- Pararge maeroides
- Pararge maerula
- Pararge magnocellata
- Pararge magnorientalpina
- Pararge maia
- Pararge majuscula
- Pararge marginata
- Pararge marmorata
- Pararge masoni
- Pararge meadewaldoi
- Pararge mediocontracta
- Pararge mediolugens
- Pararge megaerina
- Pararge megei
- Pararge megera
- Pararge melania
- Pararge menalcas
- Pararge menava
- Pararge mendelensis
- Pararge menetriesi
- Pararge meone
- Pararge mezzaluna
- Pararge mimarcania
- Pararge minima
- Pararge minor
- Pararge minuscula
- Pararge minusoculata
- Pararge minuta
- Pararge monicae
- Pararge monotonia
- Pararge montana
- Pararge mureisana
- Pararge nana
- Pararge nasshreddini
- Pararge nemorum
- Pararge nevadensis
- Pararge niigatana
- Pararge nongeminata
- Pararge oblita
- Pararge obscura
- Pararge occaecata
- Pararge occidentalis
- Pararge ocellatior
- Pararge olleri
- Pararge ominata
- Pararge omnicaeca
- Pararge operta
- Pararge ordona
- Pararge orientalis
- Pararge orientalpina
- Pararge paeninsulitalica
- Pararge pallescens
- Pararge pallida
- Pararge pallidepulverata
- Pararge pannonia
- Pararge pannonica
- Pararge paramegaera
- Pararge parvalpestris
- Pararge parvocellata
- Pararge parvopunctata
- Pararge parvorientalis
- Pararge parvorientalpina
- Pararge paulumaegeria
- Pararge petropolitana
- Pararge pljesevicae
- Pararge polonica
- Pararge polsensis
- Pararge porrecta
- Pararge postannulata
- Pararge postaurinensis
- Pararge postcaeca
- Pararge postdisconulla
- Pararge postherdonia
- Pararge postherdoniaepar
- Pararge posticoexcessa
- Pararge postleucocinia
- Pararge postmacroleucocinia
- Pararge postorientalpina
- Pararge postparvorientalis
- Pararge postprotohiera
- Pararge postreducta
- Pararge postsilymbria
- Pararge postsuperlata
- Pararge pposteropluriocellata
- Pararge praeappennina
- Pararge praeaustralis
- Pararge praegrandis
- Pararge praeusta
- Pararge protohiera
- Pararge pseudoadrasta
- Pararge pseudomaera
- Pararge punctata
- Pararge pusilla
- Pararge rambringi
- Pararge reducta
- Pararge retyezatica
- Pararge roxandra
- Pararge roxelana
- Pararge rozsae
- Pararge sachalensis
- Pararge sardoa
- Pararge saturatior
- Pararge schakra
- Pararge schmidti
- Pararge schrenckii
- Pararge schultzi
- Pararge sestia
- Pararge sexocullata
- Pararge shakra
- Pararge shiva
- Pararge sicula
- Pararge silymbria
- Pararge simplex
- Pararge strandi
- Pararge suecica
- Pararge superlata
- Pararge synclymene
- Pararge synexergica
- Pararge tarbena
- Pararge tenuiplumosa
- Pararge tetrops
- Pararge thyria
- Pararge tigeliclara
- Pararge tigeliiformis
- Pararge tigelius
- Pararge tigellina
- Pararge tigelyssa
- Pararge tircis
- Pararge tkatshukovi
- Pararge totenigrocellata
- Pararge transcaspica
- Pararge transfucata
- Pararge transfuscata
- Pararge trinoculata
- Pararge triocellata
- Pararge triopes
- Pararge triops
- Pararge tristicolor
- Pararge unicolor
- Pararge uralensis
- Pararge valentinae
- Pararge venata
- Pararge vernafusca
- Pararge vindobonensis
- Pararge viocellata
- Pararge vividior
- Pararge vividissima
- Pararge vulgaris
- Pararge xiphia
- Pararge xiphioides